# Högkung
Högkung eng. High King. Irland var under tidigare medeltiden indelat i upp till 150 områden, alla med sin egen kung. Högkungen stod över övriga kungar.